# استارهیل
استارهیل (انگلیسی: The Starhill) که در چند سال قبل، از آن به گالری استارهیل نام برده می‌شد، یک بازار بزرگ خرید لوکس می‌باشد که در بوکیت بینتانگ، منطقهٔ خرید کوالا لامپور، مالزی، روبروی مرکز خرید پاویلیون کوالالامپور واقع شده است. این مرکز خرید در روز ۳۰ ژوئیه ۲۰۰۵ دوباره افتتاح شد که در سالهای قبل از آن، به نام استارهیل سنتر شناخته می‌شد.
در سال ۱۹۹۹، هنگامی که کسب و کار در حال رکود بود، توسط شرکت وای‌تی‌ال خریده شد. وای‌تی‌ال تصمیم گرفت مدل کسب وکار مبتنی بر مستأجر ثابت و اصلی را کنار بگذارید واستارهیل را به مرکز خرده فروشی برندهای تجملی تبدیل کند. با نظارت و هدایت معمار دیوید راکول، تحت بازسازی گسترده‌ای قرار گرفت و در روز ۳۰ ژوئیه ۲۰۰۵، با عنوان گالری استارهیل دوباره باز شد.